# 金祿生
金祿生（？—），上海人，足球運動員。中國抗日戰爭結束後，加入上海青白隊，成為隊上主力。後因國共內戰離開上海，前往香港與青白隊隊友重組光華體育會。之後赴台任職於中央印製廠。他曾代表中華民國參加1954年亞洲運動會，協助球隊獲得男子足球金牌。